# Asian Festival of Speed
Asian Festival of Speed kortweg AFOS is een organisatie die races organiseert in Azië. Uit de diverse raceklassen die AFOS organiseert komen diverse talenten uit voort zoals Takuma Sato, (F1), Alex Yoong, (F1 & A1GP) en Narain Karthikeyan, (F1). De AFOS is opgericht in 1996 door David Sonenscher, het is voortgekomen uit Motorsport Asia. Alle competities worden gehouden volgens FIA regels.

## Racecompetities

### Asian Touring Car Series
Dit is een raceklasse voor tourwagens. Het is vergelijkbaar met de FIA S2000 klasse.

### Formule V6 Asia
Deze raceklasse is een voortgezette klasse voor formule auto coureurs. Meestal uit de kleinere Renault formule klasse, die speciaal opgezet is voor de formuleauto sport. De competitie wordt gesponsord door Renault die tevens de motoren levert. Alle auto's in deze competitie zijn gelijk, evenals de regelgeving.

### Formule BMW Asia Series
Dit is de Aziatische versie van de Formule BMW. Ze rijden ook dezelfde BMW formuleauto's als de rest van de wereld en er gelden darcvoor dezelfde regels. Het is een opstapklasse voor voormalige kart kampioenen.

### Porsche Carrera Cup Asia
Dit is de Aziatische versie van de Porsche Carrera Cup. Dit is een klasse voor GT coureurs, gentlemen racers en ingehuurde coureurs uit Porsche Carrera Cups uit andere werelddelen.